# Erik Guay
Erik Guay (Montréal, 5 agosto 1981) è un ex sciatore alpino canadese, campione del mondo nella discesa libera a Garmisch-Partenkirchen 2011 e nel supergigante a Sankt Moritz 2017 e vincitore della Coppa del Mondo di supergigante nel 2010.
È fratello di Stefan, a sua volta sciatore alpino di alto livello.

## Biografia

### Stagioni 1997-2005
Originario di Mont-Tremblant e attivo in gare FIS dal novembre del 1996, in Nor-Am Cup Guay ha esordito il 6 febbraio 1997 a Collingwood in slalom gigante (43º) e ha ottenuto il primo podio il 6 dicembre 2000 a Beaver Creek nella medesima specialità (3º). Ha debuttato in Coppa del Mondo il 10 dicembre 2000 nello slalom gigante di Val-d'Isère, che non ha completato, e il 10 dicembre 2001 ha ottenuto a Lake Louise in discesa libera la sua unica vittoria in Nor-Am Cup.
Ha esordito ai Campionati mondiali a Sankt Moritz 2003, dove si è classificato 6º nella discesa libera, 6º nel supergigante e 17º nella combinata; il 29 novembre dello stesso anno ha conquistato nella discesa libera di Lake Louise il suo primo podio in Coppa del Mondo (2º). Ai Mondiali di Bormio/Santa Caterina Valfurva 2005 si è piazzato 32º nella discesa libera e 19º nel supergigante e il 17 marzo seguente ha ottenuto a Le Massif in discesa libera il suo ultimo podio in Nor-Am Cup (3º).

### Stagioni 2006-2010
Ai XX Giochi olimpici invernali di Torino 2006, sua prima presenza olimpica, si è classificato 4º nel supergigante. L'anno dopo ha ottenuto a Garmisch-Partenkirchen in discesa libera la sua prima vittoria in Coppa del Mondo, il 24 febbraio, e ha preso parte ai Mondiali di Åre 2007, dove si è piazzato 4º nella discesa libera e 6º nel supergigante; ai successivi Mondiali di Val-d'Isère 2009 è stato 19º nel supergigante e non ha completato la discesa libera.
L'anno dopo ai XXI Giochi olimpici invernali di Vancouver 2010 si è piazzato 5º nella discesa libera, 5º nel supergigante e 16º nello slalom gigante; l'11 marzo si è aggiudicato la Coppa del Mondo di supergigante 2009-2010 vincendo l'ultima gara disputata a Garmisch-Partenkirchen e sopravanzando il leader provvisorio della classifica, l'austriaco Michael Walchhofer. Guay è divenuto quindi il secondo canadese ad aggiudicarsi una Coppa di specialità maschile, a 28 anni di distanza dal successo di Steve Podborski nella discesa libera.

### Stagioni 2011-2019
Il 12 febbraio 2011 si è laureato campione del mondo nella discesa libera nella rassegna iridata di Garmisch-Partenkirchen, nella quale non ha completato il supergigante; ai successivi Mondiali di Schladming 2013 si è piazzato 23º nel supergigante e non ha portato a termine la discesa libera. Ai XXII Giochi olimpici invernali di Soči 2014, sua ultima presenza olimpica, si è classificato 10º nella discesa libera e non ha concluso il supergigante; il 1º marzo dello stesso anno ha ottenuto a Kvitfjell in discesa libera la sua ultima vittoria in Coppa del Mondo.
Nel 2017 ai Mondiali di Sankt Moritz, suo congedo iridato, ha vinto la medaglia d'oro nel supergigante e quella d'argento nella discesa libera; il 26 febbraio ha ottenuto a Kvitfjell in supergigante il suo ultimo podio in Coppa del Mondo (3º). La sua ultima gara nel massimo circuito è stata la discesa libera della Val Gardena del 16 dicembre 2017, dove è stato 32º; si è ritirato all'inizio della stagione 2018-2019 e la sua ultima gara in carriera è stata la prova della discesa libera di Lake Louise disputata il 21 novembre, chiusa da Guay al 69º posto.

## Palmarès

### Mondiali
- 3 medaglie:
  - 2 ori (discesa libera a Garmisch-Partenkirchen 2011; supergigante a Sankt Moritz 2017)
  - 1 argento (discesa libera a Sankt Moritz 2017)

### Coppa del Mondo
- Miglior piazzamento in classifica generale: 12º nel 2007
- Vincitore della Coppa del Mondo di supergigante nel 2010
- 25 podi (17 in discesa libera, 8 in supergigante):
  - 5 vittorie (3 in discesa libera, 2 in supergigante)
  - 8 secondi posti (6 in discesa, 2 in supergigante)
  - 12 terzi posti (8 in discesa libera, 4 in supergigante)

#### Coppa del Mondo - vittorie
| Data             | Località               | Paese    | Specialità |
| ---------------- | ---------------------- | -------- | ---------- |
| 24 febbraio 2007 | Garmisch-Partenkirchen | Germania | DH         |
| 7 marzo 2010     | Kvitfjell              | Norvegia | SG         |
| 11 marzo 2010    | Garmisch-Partenkirchen | Germania | SG         |
| 21 dicembre 2013 | Val Gardena            | Italia   | DH         |
| 1º marzo 2014    | Kvitfjell              | Norvegia | DH         |

Legenda:

DH = discesa libera

SG = supergigante

### Nor-Am Cup
- Miglior piazzamento in classifica generale: 2º nel 2002
- Vincitore della classifica di discesa libera nel 2002
- 11 podi:
  - 1 vittoria
  - 2 secondi posti
  - 8 terzi posti

#### Nor-Am cup - vittorie
| Data             | Località    | Paese  | Specialità |
| ---------------- | ----------- | ------ | ---------- |
| 10 dicembre 2001 | Lake Louise | Canada | DH         |

Legenda:

DH = discesa libera

### Campionati canadesi
- 17 medaglie[2]:
  - 7 ori (discesa libera, supergigante nel 2002; supergigante nel 2003; discesa libera, slalom gigante nel 2007; slalom gigante nel 2008; supergigante nel 2010)
  - 8 argenti (slalom gigante nel 1999; slalom gigante nel 2001; discesa libera, slalom gigante nel 2005; discesa libera, supergigante nel 2008; supergigante nel 2009; slalom gigante nel 2010)
  - 2 bronzi (slalom speciale nel 2002; discesa libera nel 2010)